# Финляндия на зимних Олимпийских играх 1924
На Зимних Олимпийских играх 1924 года Финляндию представляло 18 спортсменов (17 мужчин и 1 женщина), выступивших в 6 видах спорта. Они завоевали 4 золотых, 4 серебряных и 34 бронзовых медали, что вывело финскую сборную на 2-е место в неофициальном командном зачёте.

## Медалисты
| Медаль  | Спортсмен                                                        | Вид спорта                    | Дисциплина                       |
| ------- | ---------------------------------------------------------------- | ----------------------------- | -------------------------------- |
| Золото  | Клас Тунберг                                                     | Конькобежный спорт            | Мужчины, 1500 м                  |
| Золото  | Клас Тунберг                                                     | Конькобежный спорт            | Мужчины, 5000 м                  |
| Золото  | Юлиус Скутнабб                                                   | Конькобежный спорт            | Мужчины, 10.000 м                |
| Золото  | Клас Тунберг                                                     | Конькобежный спорт            | Мужчины, классическое многоборье |
| Серебро | Людовика Якобссон Вальтер Якобссон                               | Фигурное катание              | Пары                             |
| Серебро | Вяйнё Бремер Август Эскелинен Хейкки Хирвонен Мартти Лаппалайнен | Соревнования военных патрулей | Мужчины                          |
| Серебро | Юлиус Скутнабб                                                   | Конькобежный спорт            | Мужчины, 5000 м                  |
| Серебро | Клас Тунберг                                                     | Конькобежный спорт            | Мужчины, 10.000 м                |
| Бронза  | Тапани Нику                                                      | Лыжные гонки                  | Мужчины, 18 км                   |
| Бронза  | Клас Тунберг                                                     | Конькобежный спорт            | Мужчины, 500 м                   |
| Бронза  | Юлиус Скутнабб                                                   | Конькобежный спорт            | Мужчины, классическое многоборье |